# Лисовой, Тимофей Григорьевич

Могила Лисового и супруги

Тимофей Григорьевич Лисовой (Лесовой, укр. Тимофій Григорович Лісовий; 1923—2011) — украинский советский партийный и государственный деятель, Герой Социалистического Труда (1966).

## Биография
Родился 19 июня 1923 года в селе Слобода Кагарлыкского района Киевской области.
Принимал участие в Великой Отечественной войне.
С 1944 по 1970 годы находился на партийной работе в Кагарлыке. Член ВКП(б)/КПСС c 1946 года.
В 1965 году окончил Киевский институт народного хозяйства.
С 1970 года работал в аппарате ЦК Компартии Украины, в 1970—1972 годах — председатель Хмельницкого облисполкома. С марта 1972 года по 4 января 1985 года — первый секретарь Хмельницкого обкома партии.
Был делегатом XXIV съезда КПСС. На XXIII и XXV съездах КП Украины избирался членом ЦК, на XXIV съезде — кандидатом у члены ЦК Компартии Украины. Был депутатом Верховного Совета СССР 9-го, 10-го и 11-го созывов по избирательному округу № 534, а также депутатом Верховного Совета УССР 8-го созыва.
Умер 20 августа 2011 года. Похоронен в Киеве на Байковом кладбище вместе с женой (участок № 49а).

## Награды
- Герой Социалистического Труда.
- Награждён двумя орденами Ленина, орденами Октябрьской Революции, Отечественной войны 2-й степени, 3 орденами Трудового Красного Знамени, медалями.

## Память
- В РГАКФД имеются документы, относящиеся к Т. Г. Лисовому[4].